# 島崎遙香
島崎遙香（日语：島崎 遥香，1994年3月30日—）是日本女演員，為女子偶像團體AKB48前成員，埼玉縣出身，所屬經紀公司為BIG APPLE。2009年以AKB48第9期生身分出道，2016年底自AKB48畢業。

## 經歷
2009年
- 9月20日，參加「AKB48第六回研究生（9期生）試演會」，合格入選。
- 11月14日，在「AKB48《RIVER》發售記念、東京Big Sight大握手会」中初次對外公開亮相。
- 11月15日，在AKB48劇場首度登台公演，參與AKB48「RIVER」劇場版8、9期研究生B4th特別公演的演出。

2010年
- 5月8日，參與Team A的「御八公演[註 1]」，達成個人第100場公演演出記錄。
- 6月9日，在AKB48第17張單曲選拔總選舉「向母親發誓，這是真的」活動中獲得第28名的成績，是研究生之中成績最佳者。依此名次與同樣是研究生的山內鈴蘭一同成為二軍「Under Girls」的成員，負責演唱新單曲唱片中的B面曲。
- 11月6日，參與Team A的御八公演擔任前排成員，達成個人第200場的劇場公演紀錄。
- 12月8日，在「AKB48劇場5周年特別記念公演」中，與同期的大場美奈、島田晴香、竹内美宥、永尾瑪利亞（永尾まりや）、中村麻里子、森杏奈和山内鈴蘭，被宣告一同升格為正式成員。然而，由於原有的Team A、K、B三個隊伍已編有48個成員沒有額外空缺，因此暫時設置臨時隊伍「Team研究生」，使得AKB48的正式成員數量首度超過48人，成為56人。

2011年
- 6月6日，在AKB48於東京巨蛋城大廳舉行的帶狀演唱會「「獻給錯過的你們」～AKB48全體總動員公演～」中，Team研究生與一些尚未正式升格的研究生負責演出「向日葵组 1st Stage「我的太阳」[註 2]」場次，並且在該場活動中公開將以Team研究生為基礎，組成AKB48第四個分隊「Team 4」的消息[4]。
- 11月20日，參與「我的太陽」御八公演，達成個人的第300場公演紀錄。

2012年
- 3月25日，在「業務連絡。拜託了，片山部長！ in埼玉超級競技場」演唱會第三天，宣佈移籍至經紀公司大蘋果（ビッグアップル）旗下[5][6]。
- 3月26日，在高知競馬場舉行稱為「島崎遥香生誕記念特別」的個人協贊競走（以個人名義贊助掛名的比賽場次）。這是繼內田真由美之後，第二次在該馬場舉辦以AKB48成員的姓名掛名贊助的賽事[7]。
- 5月23日，在AKB48第26張單曲唱片《仲夏的Sounds good!》首次以選抜成員的身份參與製作[註 3]。
- 5月至6月，在「AKB48第27張單曲選拔總選舉」（第四次總選舉）中獲得第23名的票選成績，入選二軍「Under Girls」的成員[8]。
- 8月24日，在AKB48於東京巨蛋所舉辦的大型演唱會「AKB48 in TOKYO DOME ～1830m的夢想～」第一天的活動中，經營單位突然宣佈再次組閣（成員洗牌）的消息。由於在異動中原本所屬的Team 4將會解散，島崎將會被改編入Team B的陣容中[9][10]。
- 9月18日，在日本武道館舉行的「AKB48第29張單曲選拔猜拳大會」中，連續勝過六名對手而取得最後的冠軍，成為下一張新單曲作品的Center（中央位置成員）[2][3]。

2013年
- 在第31張單曲「再見自由式」中，與大島優子、渡邊麻友及板野友美以四center的方式共同擔任單曲的主要演唱成員。
- 5月至6月，在「AKB48第32張單曲選拔總選舉」（第五次總選舉）速報中得到第7名，並在6月8日的總選舉開票中獲得第12名的成績，首度入選總選舉選拔組。
- 7月發售第一本寫真書並獲得2013年「ORICON STYLE」寫真集年間排名的第三名。
- 12月23日於「TC Candler」發表的「The 100 Most Beautiful Faces of 2013」中排名第56名，成為首位入圍的AKB48成員[11]。

2014年
- 2月24日，於Zepp DiverCity Tokyo（日语：Zepp）舉辦的「AKB48集團大組閣祭」中宣布所屬隊伍由Team B轉移至Team A[12]
- 5月至6月，在「AKB48第37張單曲選拔總選舉」（第六次總選舉）速報中得到第5名，並在6月7日的總選舉開票中獲得第7名，首次進入神七（前7名）。
- 9月17日，於「AKB48 Group 猜拳大會2014」中發表入選為第38張單曲選拔成員[13]。
- 12月27日,於「TC Candler」發表的「The 100 Most Beautiful Faces of 2014」中排名第50名[14]。

2015年
- 3月26日，AKB48在埼玉SSA春季演唱會上發布第40張单曲《我們不戰鬥》，獲任此單曲的Center。并在春季組閣中留任Team A 。
- 5月19日，《我們不戰鬥》正式發行，創下日本Oricon單曲單日最高銷售量1,472,375張的紀錄。
- 6月6日，於「AKB48第41張單曲選拔總選舉」中以73,803的票數獲得第9名，未能保持神七。
- 12月27日, 於「TC Candler」發表的「The 100 Most Beautiful Faces of 2015」中排名第74名。

2016年
- 6月18日，於「AKB48第45張單曲選拔總選舉」中以68,126的票數獲得第8名。
- 9月15日，AKB48於橫濱演唱會上發布第46張单曲《High Tension》，獲任此單曲的Center。
- 9月20日，宣布由9月27日起文化放送 毎週二晚上日本時間9時的個人廣播節目開播[15]。
- 10月3日，宣布將於年底畢業[16]。
- 10月18日，主演刑偵喜劇《警視廳印尼炒飯課》開始播出。[17]。
- 12月24日，最後握手会[16]。
- 12月26日，AKB48劇場畢業公演[16]。
- 12月27日，於「TC Candler」發表的「The 100 Most Beautiful Faces of 2016」中排名第92名。
- 12月31日，參與第67回NHK红白歌合战後，正式從AKB48畢業。

## 人物

### 特徵喜好
- 由於對支持者反應冷淡，有「鹽對應」之稱，但亦因此塑造了角色定位。
- 特技是愛睡覺與分辨動物的心情（尤其是狗）。自稱最喜歡自助餐，無論辛辣的食物還是甜食都來者不拒[18]，而且無論何時何地都能倒頭就睡[19]。喜歡的食物曾經是波羅麵包[19]。2010年6月5日，島崎遙香與SKE48 Team S的松井玲奈在幕張展覽館所舉行的活動中成立稱為「蜜瓜麵包同盟」（メロンパン同盟）的社團，由松井擔任會長，島崎擔任副會長。之後包括AKB48的市川美織[20]、NMB48的福本愛菜、SKE48的磯原杏華、HKT48的松岡菜摘、宮脇咲良與村重杏奈等姊妹團體成員都陸續加入。該社團成立的宗旨是以吃到位於富士山半山腰上的五合園休息屋所銷售的「富士山蜜瓜麵包」（富士山めろんぱん）為目標，希望藉此推廣與提升日本的蜜瓜麵包消費[21]。但雖然加入「蜜瓜麵包同盟」，卻在電視節目《AKBINGO!》中提及其實更喜愛牛角麵包[22]。島崎喜歡青椒、日式定食[23]，但討厭肝臟[24]、芹菜和香菜。
- 自稱很迷女性偶像相關的事物，並與柏木由紀、指原莉乃等成員一同加入SKE48方面所成立的社團「偶像研究會」。曾在電視節目中提及自己是東京女子流的歌迷。[20]
- 嗜好是收集愛心熊（日语：ケアベア）（Care Bear）的週邊商品[19]。喜愛音樂，就讀中學的三年間參加的是學校的管樂社（吹奏楽部），主要負責吹奏中音薩克斯風與高音薩克斯風。至於其他幾種樂器，例如長笛、短笛、小號與法國號等，則是能吹出音階的程度[25]，此外也彈過鋼琴[26]。
- 有一個小她十歲的弟弟。
- 作為努力目標的藝人是綾瀨遙[24]。
- 喜歡的男性類型是不抽煙的人[24]。初戀是在幼稚園和班上最受歡迎的男孩子在一起，原因是臉長得帥，承認是個顏控（看臉的意思）。最喜歡的男性條件為：臉帥、身高180公分以上、幽默、對人溫柔、會跳舞等等。曾自嘲自己的理想實在太高。
- 患有氣喘，有一次亦因氣喘問題嚴重而缺席AKB握手會及其他活動。

### AKB48相關
- 在AKB48內使用的暱稱是（Paruru），這個暱稱與渡邊麻友的（Mayuyu）同樣，都是由已經離團的Team K前成員米澤瑠美所命名。[27]
- 過去在AKB48劇場中使用的自介詞是「（元氣滿滿Paruru）」與「（Paruru、Piruru、Peruru、Pururu、Paruru～！大家都喜歡Paruru♪）」，現已不再使用。
- 加入AKB48的契機是和學校朋友約定一起參加徵選活動就參加了，而當時徵選時所演唱的曲目是走廊奔跑隊的《初戀衝刺》[26]。
- 最憧憬的AKB48成員是篠田麻里子。
- 跟已畢業成員板野友美關係非常好，板野還在島崎19歲的生誕祭送上來信。私下也會一同出遊。板野還曾經表示:「島崎很可愛、很溫柔，就像自己的親妹妹一樣。」被同期的小嶋陽菜說：「這很不像板野的作風，實在太難得了」的話。
- 曾學習6年的鋼琴[28]。因為能夠彈奏鋼琴的緣故，島崎在還是研究生的時代曾經擔任仲谷明香在Team A 6th Stage「目擊者」公演中的替補，是個需要在舞台上現場進行鋼琴演奏的角色[29]。
- 由於在握手會上常與歌迷的互動冷淡，而有「鹽對應」的稱號，但也成為島崎重要的個人特色[30]。

## 演出

### 電影
| 電影名稱                             | 日本上映日期   | 製作單位 | 角色名稱     | 備註 |
| ------------------------------------ | -------------- | -------- | ------------ | ---- |
| 劇場版 私立馬鹿蘭高校                | 2012年10月13日 | 博報堂   | 真行寺文恵   | 主演 |
| ATARU THE FIRST LOVE & THE LAST KILL | 2013年9月14日  | 東寶     | 水野流美     |      |
| 劇場靈                               | 2015年11月21日 | 松竹     | 水樹沙羅     | 主演 |
| 超自然研究會                         | 2016年7月2日   | 松竹     | 灘久由美（灘こよみ） | 主演 |
| 真人版 偽戀                          | 2018年12月21日 | 東寶     | 橘万里花     |      |
| 真人版 飛翔吧！埼玉                  | 2019年2月22日  | 東映     | 菅原愛海     |      |
| 寬鬆世代又怎樣：INTERNATIONAL        | 2023年10月13日 | 東寶     | 坂間ゆとり   |      |

### 電視劇
| 戲劇名稱                                             | 集數         | 播出日期                 | 首播頻道               | 角色名稱                  | 備註 |
| ---------------------------------------------------- | ------------ | ------------------------ | ---------------------- | ------------------------- | ---- |
| 馬路須加學園                                         | 最終話       | 2010年3月26日            | 東京電視台             | 馬路須加女學園學生        |      |
| 馬路須加學園2                                        | 全劇         | 2011年4月15日－7月1日    | 東京電視台             | 寒鰤（寒ブリ）                  |      |
| 私立馬鹿蘭高校                                       | 全劇         | 2012年4月21日－6月30日   | 日本電視台             | 真行寺文惠                | 主演 |
| 馬路須加學園3                                        | 全劇         | 2012年7月13日－10月5日   | 東京電視台             | Paru（パル）                  | 主演 |
| ATARU特別篇〜來自紐約的挑戰書!!〜                    | 全一集       | 2013年1月6日             | TBS電視台              | 水野流美                  |      |
| So long !                                            | 第3集        | 2013年2月13日            | 日本電視台             | 橋本飛鳥                  |      |
| WONDA×AKB48 短篇故事 幸運餅乾                        | 第5集        | 2013年7月7日             | 富士電視台             | 新谷三智子                |      |
| 真实的恐怖故事15周年纪念SP『诱惑森林』               | 全一集       | 2014年8月16日            | 富士電視台             | 住田葵                    | 主演 |
| 馬路須加學園4                                        | 全劇         | 2015年1月19日－3月30日   | 日本電視台             | 鹽（Salt）                | 主演 |
| 初森BEMARS                                           | 第12集       | 2015年7月11日－9月26日   | 東京電視台             | 秋葉原女學園壘球部        | 客串 |
| 馬路須加學園5                                        | 第1集        | 2015年8月24日            | 日本電視台             | 鹽（Salt）                | 主演 |
| 寬鬆世代又怎樣                                       | 全劇         | 2016年4月17日－6月19日   | 日本電視台             | 坂間容（坂間ゆとり）                |      |
| AKB LOVE NIGHT 戀工場                                | 第33集       | 2016年8月25日            | 朝日電視台             | 遙子                      |      |
| 警視廳 馬來炒飯課                                    | 全劇         | 2016年10月18日－12月20日 | 朝日電視台             | 風早恭子                  | 主演 |
| 陪酒須加學園                                         | 第9集        | 2017年1月7日             | 日本電視台             | 鹽（Salt）                | 客串 |
| 超級上班族左江內氏                                   | 全劇         | 2017年1月14日－3月18日   | 日本電視台             | 左江内翼子（左江内はね子）            |      |
| 雛鳥                                                 | 第70 - 156集 | 2017年6月22日-9月30日    | NHK                    | 牧野由香                  |      |
| 毛毯與貓                                             | 全劇         | 2017年6月23日－8月4日    | NHK                    | 水島楓                    |      |
| 寬鬆世代又怎樣 純米吟釀純情篇                        | 全劇         | 2017年7月2日－7月9日     | 日本電視台             | 坂間容（坂間ゆとり）                |      |
| 現在開始威脅你                                       | 全劇         | 2017年10月15日－12月17日 | 日本電視台             | 栃乙女                    |      |
| 重啟人生                                             | 全劇         | 2018年1月11日－3月15日   | 日本電視台             | 町田由子                  |      |
| 公司可不是學校                                       | 第1 - 2集    | 2018年4月21日－6月9日    | AbemaTV                | 美紀                      |      |
| 主婦カツ!                                            | 全劇         | 2018年10月7日-11月25日   | NHK                    | 宮本華                    |      |
| LEGAL V～前律師‧小鳥遊翔子～                         | 第4集        | 2018年11月8日            | NHK                    | 峰島玲奈                  | 客串 |
| 我是大哥大!!                                         | 第5集        | 2018年11月11日           | 日本電視台             | 竹之子族女性              | 客串 |
| 雛鳥2                                                | 全劇         | 2019年3月25日－3月28日   | NHK                    | 牧野由香                  |      |
| 東京二十三區女                                       | 全劇         | 2019年4月12日            | WOWOW                  | 璃璃子                    |      |
| 不能像游戏那样                                       | 第4－5集     | 2019年4月18日-6月6日     | 日本電視台             | 西条つかさ                |      |
| 駐在刑事 第二季                                      | 第3集        | 2020年2月7日             | 東京電視台             | 西森江里子                | 客串 |
| 警視廳・搜查一課長2020                               | 最終集       | 2020年9月3日             | 朝日電視台             | 松代成實                  | 客串 |
| 世界奇妙物語 2021夏之特別篇 「三途川的奧特萊斯公園」 | 全劇         | 2021年6月26日            | 富士電視台             | 大原芽生                  |      |
| IP~網路搜查班                                        | 第4集        | 2021年7月22日            | 朝日電視台             | 匿名偶像・MAY（蘭堂明紗） | 客串 |
| 後宮婚。                                             | 全劇         | 2022年1月16日－3月13日   | ABC電視台 神奈川電視台 | 伊達小春                  | 主演 |
| DCU                                                  | 第8集        | 2022年3月13日            | TBS電視台              | 戶塚明美                  | 客串 |

### 綜藝節目
- 有吉AKB共和国（2010年3月29日 - 、TBS電視台）
- 週刊AKB（2010年8月13日、東京電視台）
- AKBINGO!（2010年12月22日 - 不定期出演、日本電視台）
- AKB48神TV（家庭劇場）
  - スペシャル〜新しい自分にアニョハセヨ韓国海兵隊〜（2011年7月17日）
  - Season7（2011年7月24日・31日）
  - Season8（2011年11月27日・12月4日）
- 淳・Paruru的ＯＯ打工！（ 2015年4月15日－，毎週三1:30 - 2:00，富士电视台） 田村淳與島崎遙香主持
- 我們結婚了（日语：私たち結婚しました (ウェブテレビ番組)）（2022年6月5日 - ）

### 配音
- 妖怪手錶電影版：誕生的秘密喵！(2014年12月20日於日本上映) - 聲演・景太的奶奶(小時候)

### CM
- 英特爾「Ultrabook」
  - 「HP超薄Ultra」（デカ薄ウルトラ）篇：2012年7月14日開播。與渡邊麻友、松井珠理奈、入山杏奈、大場美奈與永尾瑪利亞等AKB48成員共同演出。
- Mister Donut
  - 夏季波提「夏之推」篇：2013年6月26日開播。與藝人松子Deluxe（マツコ・デラックス）及Dandy坂野（日语：ダンディ坂野）共同演出。[31]

### 書籍
- B.L.T. U-17（東京新聞通信社）
- 島崎遥香 2012年日曆（2011年11月19日、ハゴロモ）
- 島崎遥香ファースト写真集｢ぱるる、困る｣ (2013年7月)
- 島崎遥香フォトブック『ParU』（2015年11月20日、主婦と生活社）

## 參與歌曲
- 標註有「★」符號者表示該首歌曲有拍攝MV。

### 單曲CD
AKB48名義
|      | 發行日期       | 單曲名稱           | 參與歌曲名稱           | 名義               | 收錄於        | MV | 備註               |
| ---- | -------------- | ------------------ | ---------------------- | ------------------ | ------------- | -- | ------------------ |
| 16th | 2010年05月26日 | 馬尾與髮圈         | 我的YELL               | Theater Girls      | Type-A 劇場盤 | ★  | 出道作品           |
| 17th | 2010年08月18日 | 無限重播           | 淚之Sea Saw Game       | Under Girls        | 全版本        | ★  |                    |
| 19th | 2010年12月08日 | 機會的順序         | 水果‧雪                | Team 研究生        | 劇場盤        |    |                    |
| 20th | 2011年02月16日 | 變成櫻花樹         | 黃金中央人物           | Team 研究生        | 劇場盤        |    |                    |
| 21st | 2011年05月25日 | Everyday、髮箍     | 鬥魂                   |                    | Type-A        | ★  |                    |
| 21st | 2011年05月25日 | Everyday、髮箍     | Anti                   | Team 研究生        | 劇場盤        |    |                    |
| 23rd | 2011年10月26日 | 風正在吹           | 你的背影               | Under Girls        | 全版本        | ★  |                    |
| 23rd | 2011年10月26日 | 風正在吹           | 蓓蕾                   | Team 4+研究生      | 劇場盤        |    | Center             |
| 24th | 2011年12月07日 | 崇尚麻里子         | 跑吧！企鵝             | Team 4             | 劇場盤        | ★  | 首次擔任Center     |
| 25th | 2012年02月15日 | GIVE ME FIVE!      | NEW SHIP               | Special Girls A    | Type-A        | ★  |                    |
| 26th | 2012年05月23日 | 仲夏的Sounds good! | 仲夏的Sounds good!     |                    | 全版本        | ★  | A面曲 首次進入選拔 |
| 26th | 2012年05月23日 | 仲夏的Sounds good! | 給我吧、達令！         |                    | Type-A        | ★  |                    |
| 27th | 2012年08月29日 | 格子花紋           | 如此波西米亞           | Under Girls        | Type-B        | ★  |                    |
| 28th | 2012年10月31日 | UZA                | UZA                    |                    | 全版本        | ★  | A面曲              |
| 28th | 2012年10月31日 | UZA                | 不是正義使者的英雄     | Team B             | Type-B        | ★  | Center             |
| 29th | 2012年12月05日 | 永遠的壓力         | 永遠的壓力             |                    | 全版本        | ★  | A面曲 Center       |
| 29th | 2012年12月05日 | 永遠的壓力         | 最特別的耶誕節         |                    | 全版本        | ★  |                    |
| 30th | 2013年02月20日 | So long!           | So long!               |                    | 全版本        | ★  | A面曲              |
| 30th | 2013年02月20日 | So long!           | 怎麼會在那裡踩到狗屎？ | Team B             | Type-B        | ★  | Center             |
| 31st | 2013年05月22日 | 再見自由式         | 再見自由式             |                    | 全版本        | ★  | A面曲 Center       |
| 31st | 2013年05月22日 | 再見自由式         | 浪漫手槍               | Team B             | Type-B        | ★  |                    |
| 31st | 2013年05月22日 | 再見自由式         | Haste和Waste           | BKA48              | Type-B        | ★  |                    |
| 32nd | 2013年08月21日 | 戀愛的幸運餅乾     | 戀愛的幸運餅乾         |                    | 全版本        | ★  | A面曲              |
| 32nd | 2013年08月21日 | 戀愛的幸運餅乾     | 最後一扇門             |                    | Type-B        | ★  |                    |
| 32nd | 2013年08月21日 | 戀愛的幸運餅乾     | 不是因為眼淚           |                    | Type-B        | ★  |                    |
| 33rd | 2013年10月30日 | 真心電流           | 真心電流               |                    | 全版本        | ★  | A面曲              |
| 33rd | 2013年10月30日 | 真心電流           | Tiny T-shirt           | Team B             | Type-B        | ★  |                    |
| 34th | 2013年12月11日 | 倘若在梧桐樹什麼的 | Mosh&Dive              |                    | 全版本        | ★  |                    |
| 34th | 2013年12月11日 | 倘若在梧桐樹什麼的 | Party is over          |                    | Type-A        | ★  |                    |
| 35th | 2014年02月26日 | 勇往直前           | 勇往直前               |                    | 全版本        | ★  | A面曲              |
| 36th | 2014年05月21日 | 拉布拉多獵犬       | 拉布拉多獵犬           |                    | 全版本        | ★  | A面曲              |
| 36th | 2014年05月21日 | 拉布拉多獵犬       | 你如此任性             | Team A             | Type-A        | ★  | Center             |
| 37th | 2014年08月27日 | 心意告示牌         | 心意告示牌             |                    | 全版本        | ★  | A面曲              |
| 37th | 2014年08月27日 | 心意告示牌         | 教教我吧Mommy          |                    | Type-D        | ★  |                    |
| 38th | 2014年11月26日 | 希望無限           | 希望無限               |                    | 全版本        | ★  | A面曲              |
| 38th | 2014年11月26日 | 希望無限           | 順從的Slave            | Team A             | Type-A        | ★  |                    |
| 39th | 2015年03月04日 | Green Flash        | Green Flash            |                    | 全版本        | ★  | A面曲              |
| 39th | 2015年03月04日 | Green Flash        | 來真的嗎Fight          |                    | Type-A        | ★  |                    |
| 39th | 2015年03月04日 | Green Flash        | 春光 靠近的夏日        | AKB48              | Type-A        | ★  |                    |
| 39th | 2015年03月04日 | Green Flash        | 鞋與傘的故事           |                    | Type-N 劇場盤 | ★  |                    |
| 40th | 2015年05月20日 | 我們不戰鬥         | 我們不戰鬥             |                    | 全版本        | ★  | A面曲 Center       |
| 40th | 2015年05月20日 | 我們不戰鬥         | 加加油小調             | WONDA選拔          | Type-D        | ★  |                    |
| 40th | 2015年05月20日 | 我們不戰鬥         | 你的第二章             |                    | Type-D        | ★  |                    |
| 41st | 2015年08月26日 | Halloween Night    | Halloween Night        |                    | 全版本        | ★  | A面曲              |
| 41st | 2015年08月26日 | Halloween Night    | 一步目音頭             |                    | Type-C        | ★  |                    |
| 41st | 2015年08月26日 | Halloween Night    | 混混機關槍             |                    | Type-D        | ★  |                    |
| 41st | 2015年08月26日 | Halloween Night    | 群像                   |                    | 劇場盤        |    |                    |
| 42nd | 2015年12月09日 | 紅唇Be My Baby     | 紅唇Be My Baby         |                    | 全版本        | ★  | A面曲              |
| 42nd | 2015年12月09日 | 紅唇Be My Baby     | 365天的紙飛機          |                    | 全版本        | ★  |                    |
| 42nd | 2015年12月09日 | 紅唇Be My Baby     | 溫柔的place            | Team A             | Type-A        | ★  | Center             |
| 42nd | 2015年12月09日 | 紅唇Be My Baby     | 鼓勵的話               |                    | Type-D        | ★  |                    |
| 43nd | 2016年03月09日 | 你就是旋律         | 你就是旋律             |                    | 全版本        | ★  | A面曲              |
| 43nd | 2016年03月09日 | 你就是旋律         | 混和體                 | 乃木坂AKB          | Type-E        | ★  |                    |
| 43nd | 2016年03月09日 | 你就是旋律         | 獻給M.T.               | Team A             | 劇場盤        |    |                    |
| 44th | 2016年06月01日 | 不需要翅膀         | 不需要翅膀             |                    | 全版本        | ★  | A面曲              |
| 44th | 2016年06月01日 | 不需要翅膀         | Set me free            | Team A             | Type-A Type-B | ★  |                    |
| 45th | 2016年08月31日 | LOVE TRIP/分享幸福 | LOVE TRIP/分享幸福     |                    | 全版本        | ★  | A面曲              |
| 45th | 2016年08月31日 | LOVE TRIP/分享幸福 | 前往光明               | 打工AKB PARURU選拔 | Type-E        | ★  |                    |
| 46th | 2016年11月16日 | High Tension       | High Tension           |                    | 全版本        | ★  | A面曲 Center       |
| 46th | 2016年11月16日 | High Tension       | Better                 |                    | Type-B        | ★  | 毕业曲             |

### Team Surprise公演單曲
重力共鳴公演
| 公演 | 發行日期       | 公演曲           | 演唱成員                                                    | MV | 備註 |
| ---- | -------------- | ---------------- | ----------------------------------------------------------- | -- | ---- |
| M01  | 2012年09月12日 | 重力共鳴         | Team Surprise                                               | ★  |      |
| M02  | 2012年09月12日 | 星期三的愛麗絲   | 峯岸南、渡邊麻友、島崎遙香 松井玲奈、指原莉乃               | ★  |      |
| M05  | 2012年10月03日 | 你的B面曲        | 高城亞樹、渡邊麻友、島崎遙香                                | ★  |      |
| M11  | 2012年11月10日 | 出發的時機       | Team Surprise                                               | ★  |      |
| M12  | 2012年11月17日 | AKB慶典          | Team Surprise                                               | ★  |      |
| M13  | 2013年07月16日 | 你比想像中的更…… | Team Surprise                                               | ★  |      |
| M15  | 2013年08月17日 | 心的向量         | 松井玲奈、島崎遥香、篠田麻里子 前田敦子、柏木由紀、橫山由依 | ★  |      |

玫瑰的儀式公演
| 公演 | 發行日期       | 公演曲         | 演唱成員                                                                     | MV | 備註 |
| ---- | -------------- | -------------- | ---------------------------------------------------------------------------- | -- | ---- |
| M01  | 2014年09月06日 | 眼中倒映的未來 | Team Surprise                                                                | ★  |      |
| M04  | 2014年09月20日 | 初戀的鑰匙     | 渡邊麻友、島崎遙香                                                           | ★  |      |
| M09  | 2014年10月25日 | 心跳古董       | 島崎遙香、指原莉乃、渡邊美優紀                                               | ★  |      |
| M12  | 2014年11月15日 | 玫瑰的儀式     | Team Surprise                                                                | ★  |      |
| M13  | 2015年11月02日 | 美麗的狩獵     | Team Surprise                                                                | ★  |      |
| M14  | 2015年11月21日 | 哲學的森林     | 指原莉乃、島崎遙香、松井玲奈 山本彩、橫山由依、渡邊美優紀 高城亞樹、北原里英 | ★  |      |

### 其他單曲
| 發行日期       | 單曲名稱             | 參與歌曲名稱         | 名義   | 收錄於                    | MV | 備註                                    |
| -------------- | -------------------- | -------------------- | ------ | ------------------------- | -- | --------------------------------------- |
| 2012年10月30日 |                      | Sugar Rush           | AKB48  | 《無敵破壞王》 電影原聲帶 | ★  | 《無敵破壞王》在全 球市場放映時的片尾曲 |
| 2016年2月3日   | 偶像就是嗚喵喵這件事 | 偶像就是嗚喵喵這件事 | 喵KB48 | 喵KB48 第一张单曲         | ★  | 《妖怪手錶》第51－67話片尾曲            |
| 2016年2月3日   | 偶像就是嗚喵喵這件事 | 不幸中的幸运少女     | 喵KB48 | 喵KB48 第一张单曲         |    |                                         |

### 專輯CD
AKB48名義
|      | 發行日期       | 專輯名稱                     | 參與歌曲名稱      | 名義                    | 收錄於          | 備註                 |
| ---- | -------------- | ---------------------------- | ----------------- | ----------------------- | --------------- | -------------------- |
| 03rd | 2011年06月08日 | 就是在這裡                   | High school days  | Team 研究生             | 全版本          |                      |
| 03rd | 2011年06月08日 | 就是在這裡                   | 就是在這裡        | AKB48+SKE48+SDN48+NMB48 | 全版本          |                      |
| 04th | 2012年08月15日 | 1830m                        | First Rabbit      |                         | 全版本          |                      |
| 04th | 2012年08月15日 | 1830m                        | 直角Sunshine      | Team 4                  | 全版本          |                      |
| 04th | 2012年08月15日 | 1830m                        | 在曾經看見的海底  | Up-and-coming girls     | 全版本          |                      |
| 04th | 2012年08月15日 | 1830m                        | 溫柔的地圖        |                         | 通常盤          |                      |
| 04th | 2012年08月15日 | 1830m                        | 藍天 不會寂寞嗎？ | AKB48+SKE48+NMB48+HKT48 | 全版本          |                      |
| 05th | 2014年01月22日 | 未來軌跡                     | After Rain        |                         | Type-A          |                      |
| 05th | 2014年01月22日 | 未來軌跡                     | 教你 獵男的方法   |                         | Type-A          |                      |
| 05th | 2014年01月22日 | 未來軌跡                     | 我會努力          |                         | Type-A          |                      |
| 05th | 2014年01月22日 | 未來軌跡                     | 破爛藍調          |                         | Type-B          |                      |
| 05th | 2014年01月22日 | 未來軌跡                     | 動機              |                         | Type-B          |                      |
| 05th | 2014年01月22日 | 未來軌跡                     | 悲傷的近距離戀愛  | Team B                  | Type-B          |                      |
| 06th | 2015年01月21日 | 這裡是羅德斯島、在這裡跳吧！ | 愛的存在          |                         | 全版本          |                      |
| 06th | 2015年01月21日 | 這裡是羅德斯島、在這裡跳吧！ | Oh! Baby!         | Team A                  | Type-A          |                      |
| 06th | 2015年01月21日 | 這裡是羅德斯島、在這裡跳吧！ | 如果能當朋友      |                         | Type-B          | 島崎遙香、橫山由依   |
| 07th | 2015年11月18日 | 0與1之間                     | 貴賓狗和你的故事  |                         | NO.1 SINGLES    | 島崎遙香、松井珠理奈 |
| 07th | 2015年11月18日 | 0與1之間                     | Clap              | Team A                  | MILLION SINGLES |                      |
| 08th | 2017年01月25日 | 點時成菁                     | 那天的自己        |                         | 全版本          |                      |

## 劇場公演單曲
| 公演名稱                             | 參與歌曲名稱   | 備註             |
| ------------------------------------ | -------------- | ---------------- |
| 研究生時期                           |                |                  |
| Team 研究生 Stage「偶像的黎明」公演  | 單戀對角線     |                  |
| Team B 4th Stage「偶像的黎明」公演   | 單戀對角線     | 仁藤萌乃的代演   |
| Team 研究生 「戀愛禁止條例」公演     | 傲嬌女生       |                  |
| Team A 5th Stage「戀愛禁止條例」     | 急風驟雨之間   | 伴舞             |
| Team A 5th Stage「戀愛禁止條例」     | 盛夏的聖誕玫瑰 | 伴舞             |
| Team A 5th Stage「戀愛禁止條例」     | 傲嬌女生       | 板野友美的代演   |
| Team 研究生 Stage「劇場的女神」公演  | 來一塊糖果     |                  |
| Team B 5th Stage「劇場的女神」公演   | 愛情的捉迷藏   | 前座Girl         |
| Team B 5th Stage「劇場的女神」公演   | 來一塊糖果     | 佐藤亞美菜的代演 |
| Team A 6th Stage「目擊者」公演       | 迷你裙精靈     | 前座Girls        |
| Team A 6th Stage「目擊者」公演       | 手牽手         | 仲谷明香的代演   |
| Team K 6th Stage「RESET」公演        | 檸檬的年紀     | 前座Girls        |
| 大場Team 4時期                       |                |                  |
| Team 4 1st Stage「我的太陽」公演     | 不要叫我偶像   |                  |
| 梅田Team B時期                       |                |                  |
| Team B「Waiting」公演                | 你的B面曲      |                  |
| 高橋Team A時期                       |                |                  |
| Team A 7th Stage「戀愛禁止條例」公演 | 心型病毒       | Center           |

- 前座Girl（s）（日语：前座ガール（ズ））：為公演前暖場曲之演唱成員。

## 外部連結
- 島崎遙香的X（前Twitter）（日語）
- 島崎遙香的Instagram帳戶（日語）
- YouTube上的島崎遙香頻道（日語）
- 島崎遙香在互联网电影资料库（IMDb）上的資料（英文）